# Adolfo Nunes
Adolfo Júnior de Alencar Nunes (Teresina, 24 de março de 1953) é um engenheiro eletricista e político brasileiro com atuação no estado do Piauí.

## Dados biográficos
Filho de Afrânio Messias Alves Nunes e Camélia de Alencar Nunes. Foi eleito deputado estadual pelo Piauí pelo PDS em 1986, pelo PL em 1990 e pelo PPR em 1994. Posteriormente filiado ao PPB foi eleito suplente de deputado estadual em 1998 e foi candidato a vice-prefeito de Teresina em 2000 na chapa de Tomaz Teixeira num pleito onde o prefeito Firmino Filho foi reeleito em primeiro turno. Como suplente de deputado estadual foi convocado a exercer o mandato quando Hugo Napoleão assumiu como governador do estado após decisão do Tribunal Superior Eleitoral em 2001. Após migrar para o PDT, repetiu a suplência em 2002 e 2006.
Ocupou o cargo de superintendente de Relações Institucionais da Secretaria de Governo no governo Moraes Souza Filho, regressando à política em 2021 como secretário municipal de Governo na administração de José Pessoa Leal como prefeito de Teresina, assumindo em julho do referido ano, a presidência da Agência Municipal de Regulação de Serviços Públicos de Teresina (ARSETE).
Seu pai foi eleito deputado estadual pela ARENA em 1966, 1970, 1974 e 1978, presidindo a Assembleia Legislativa do Piauí entre 1979 e 1981.